# Harrisonburg (Virginia)
Harrisonburg település az Amerikai Egyesült Államok Virginia államában, Vi megyében, melynek megyeszékhelye is. Lakosainak száma 51 814 fő (2020. április 1.).

## Népesség
A település népességének változása:
| Lakosok száma | 48 914 | 49 729 | 51 153 | 51 395 | 52 538 | 51 814 |
|               | 2010   | 2011   | 2012   | 2013   | 2015   | 2020   |